# Gornje Ratkovo (Ključ, BiH)
Gornje Ratkovo je naseljeno mjesto u općini Ključ, Federacija Bosne i Hercegovine, BiH.

## Povijest
Nakon potpisivanja Daytonskog mirovnog sporazuma izdvojeno je istoimeno naseljeno mjesto koje je pripalo općini Ribnik koja je ušla u sastav Republike Srpske.

## Stanovništvo

### Popisi 1971. – 1991.
| Gornje Ratkovo     |              |              |                |
| godina popisa      | 1991.        | 1981.        | 1971.          |
| Srbi               | 498 (99,20%) | 826 (99,27%) | 1.570 (99,68%) |
| Muslimani          | 0            | 0            | 2 (0,12%)      |
| Hrvati             | 0            | 0            | 2 (0,12%)      |
| Jugoslaveni        | 1 (0,19%)    | 6 (0,72%)    | 0              |
| ostali i nepoznato | 3 (0,59%)    | 0            | 1 (0,06%)      |
| ukupno             | 502          | 832          | 1.575          |

### Popis 2013.
| Gornje Ratkovo     |       |
| godina popisa      | 2013. |
| Bošnjaci           | 0     |
| Hrvati             | 0     |
| Srbi               | 0     |
| ostali i nepoznato | 0     |
| ukupno             | 0     |